# Wilhelm Volkmar
Wilhelm Johann Friedrich Volkmar (* 17. November 1813 in Braunschweig; † 14. Oktober 1890 in Blankenburg im Harz) war ein deutscher Pädagoge und Politiker.

## Leben
Volkmar war ein Sohn des Hofrates und Privatsekretärs des Herzogs Friedrich Wilhelm von Braunschweig Karl Heinrich Ludwig Volkmar (1782–1815) und dessen Ehefrau Amalie (geborene Heyer; 1782–1837). Er besuchte das Gymnasium und das Collegium Carolinum in Braunschweig und studierte Rechtswissenschaften, dann  Philologie in Göttingen und Jena. Während seines Studiums wurde er 1832 Mitglied der Göttinger Burschenschaft. Neben seinem Studium in Jena war er als Lehrer an der Knabenschule im Frommannschen Haus (Zenkersches Institut) tätig. In Berlin war er 1836/37 Historiker der Rankeschen Schule. Nach seinem Studium arbeitete er ein Jahr lang als Hauslehrer in Großalsleben, bevor er 1838 als Lehrer am Fellenbergschen Privatinstitut in Hofwyl tätig wurde.
Sein Probejahr leistete er 1840 am Realgymnasium in Braunschweig. Gleichzeitig war er am Obergymnasium und an der Pott’schen Höheren Töchterschule tätig. 1842 wurde er Kollaborator am Gymnasium in Blankenburg im Harz. In Blankenburg betätigte er sich als Stadtverordneter und Mitglied des Kirchenvorstands. 1848 wurde er Abgeordneter der Braunschweigischen Landesversammlung. 1853 wurde er Oberlehrer und 1863 Direktor. 1868 wurde er zum Professor ernannt und Mitglied der Oberschulkommission. 1881 wurde er Schulrat. 1885 trat er in den Ruhestand.
Karl Volkmar (1812–1886) und Rudolph Volkmar (1815–1880) waren seine Brüder.

## Ehrungen
- 1876: Orden Heinrichs des Löwen, Ritterkreuz

## Veröffentlichungen (Auswahl)
- Geschichte des Landes Dithmarschen bis zum Untergange des Freistaates. Braunschweig 1851.
- Kurzer Leitfaden für den geschichtlichen Unterricht. Blankenburg 1873.